# 3405 Daiwensai
A 3405 Daiwensai (ideiglenes jelöléssel 1964 UQ) a Naprendszer kisbolygóövében található aszteroida. A Bíbor-hegyi Obszervatórium fedezte fel 1964. október 30-án.